# Rádžpath
Rádžpath (hindsky राजपथ) je monumentální třída v centrální částí Nového Dillí v hlavním městě Indie. Je určena k průvodům a vojenským přehlídkám, obdobně jako např. The Mall v Londýně, nebo National Mall ve Washingtonu D. C. Orientována je západo-východním směrem. Původní název třídy z doby koloniální správy byl anglicky Kingsway (do roku 1949). Na západní straně je třída ukončena prezidentským palácem (Ráštrapati Bhavan), na východní straně monumentálním kruhovým objezdem, v jehož přední části se nachází památník obětem války, India Gate.
Severně od třídy se nachází obchodní čtvrť Connaught Place, jižně potom budovy ministerstev, federálních úřadů (např. Ústřední sekretariát) a velvyslanectví.
Na rozdíl od obdobných tříd je lemována především trávníky a stromořadím. Po obou stranách se nachází jen minimální počet staveb. Délka třídy činí 2,1 km.

## Historie
Vznik třídy je spojen s plánováním a přípravami nového hlavního města Indie, Nového Dillí. V roce 1911 rozhodla britská vláda o přesunu metropole své kolonie z Kalkaty více do vnitrozemí. Třídu na mapu vyprojektoval Sir Edwin Lutyens, který chtěl vybudovat monumentální osu nového města. Zvolena byla tak, aby končila u paláce vicekrále, pro nějž bylo vybráno přirozeně existující návrší. Monumentální třída se potom měla svažovat mírně z něj směrem na východ. Lutyens navrhl také většinu budov v okolí (dnes sídel federálních úřadů a ministerstev), a to spolu se Sirem Herbertem Bakerem.
Slavnostní zahájení výstavby bylo uskutečněno za přítomnosti britského krále Jiřího V. Uskutečnilo se během jeho návštěvy Indie za účelem návštěvy masových oslav (durbar).
Nový název třídy, který byl ustanoven v roce 1949, vznikl doslovným překladem hindského názvu třídy, který je preferován oproti anglickému. V 50. letech zde premiér Džaváharlál Néhrú inicioval výstavbu nových budov federálních ministerstev v blízkosti třídy.
Na třídě se každého 26. ledna pořádá pravidelná vojenská přehlídka ke Dni republiky. Kromě toho jsou zde i přehlídky s různými alegorickými vozy. Významné státní pohřby jsou rovněž pořádány s průvody po Rajpath.
V roce 2019 bylo rozhodnuto o přestavbě třídy. V následujícím roce bylo rozhodnuto o způsobu provedení a celkové výši nákladů. Během přestavby by měla být třída přístupná veřejnosti. Přestavba má být hotova do ledna 2021. Součástí renovace bude i úprava některých sousedních budov.

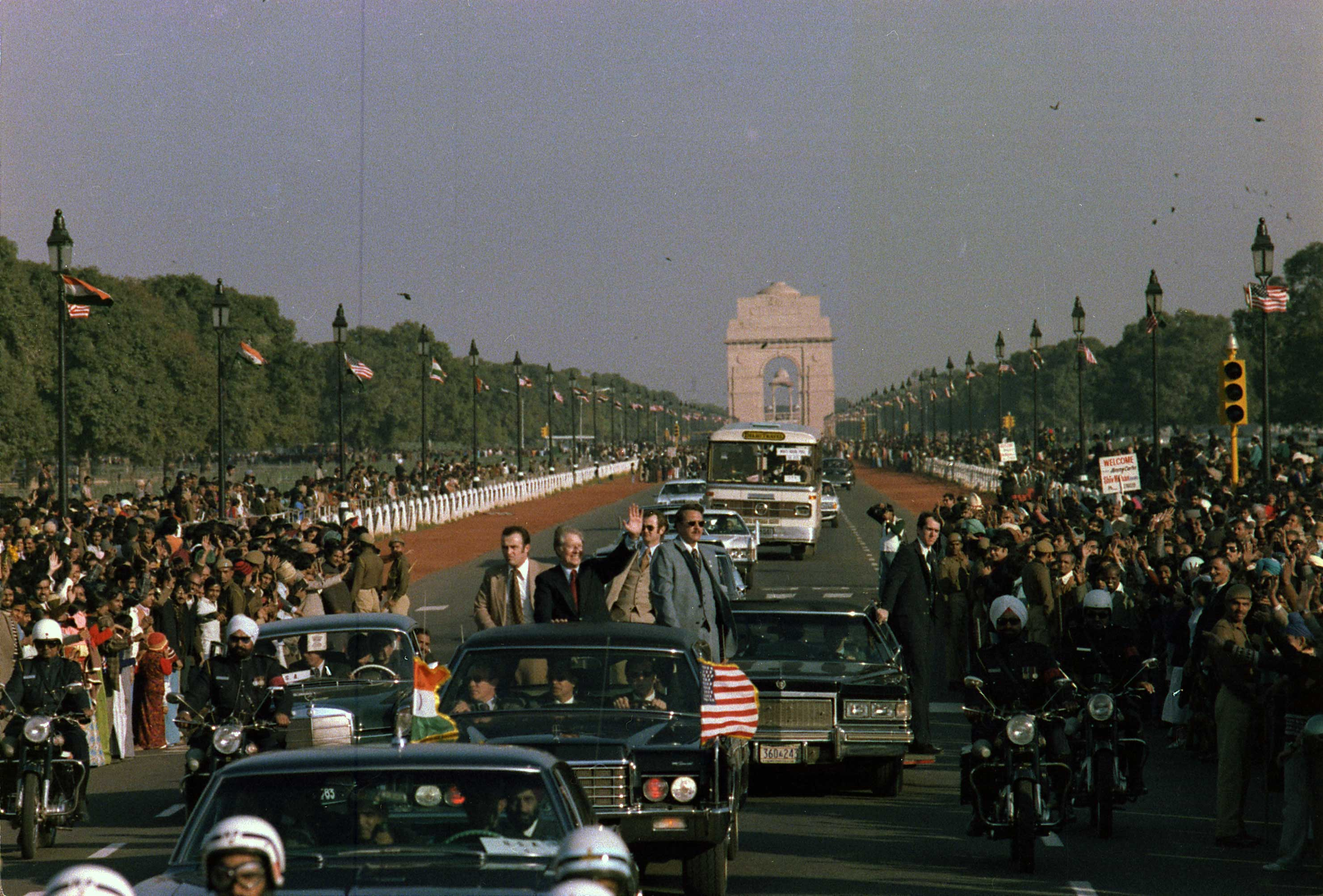
Třída při návštěvě Jimmyho Cartera v Indii.
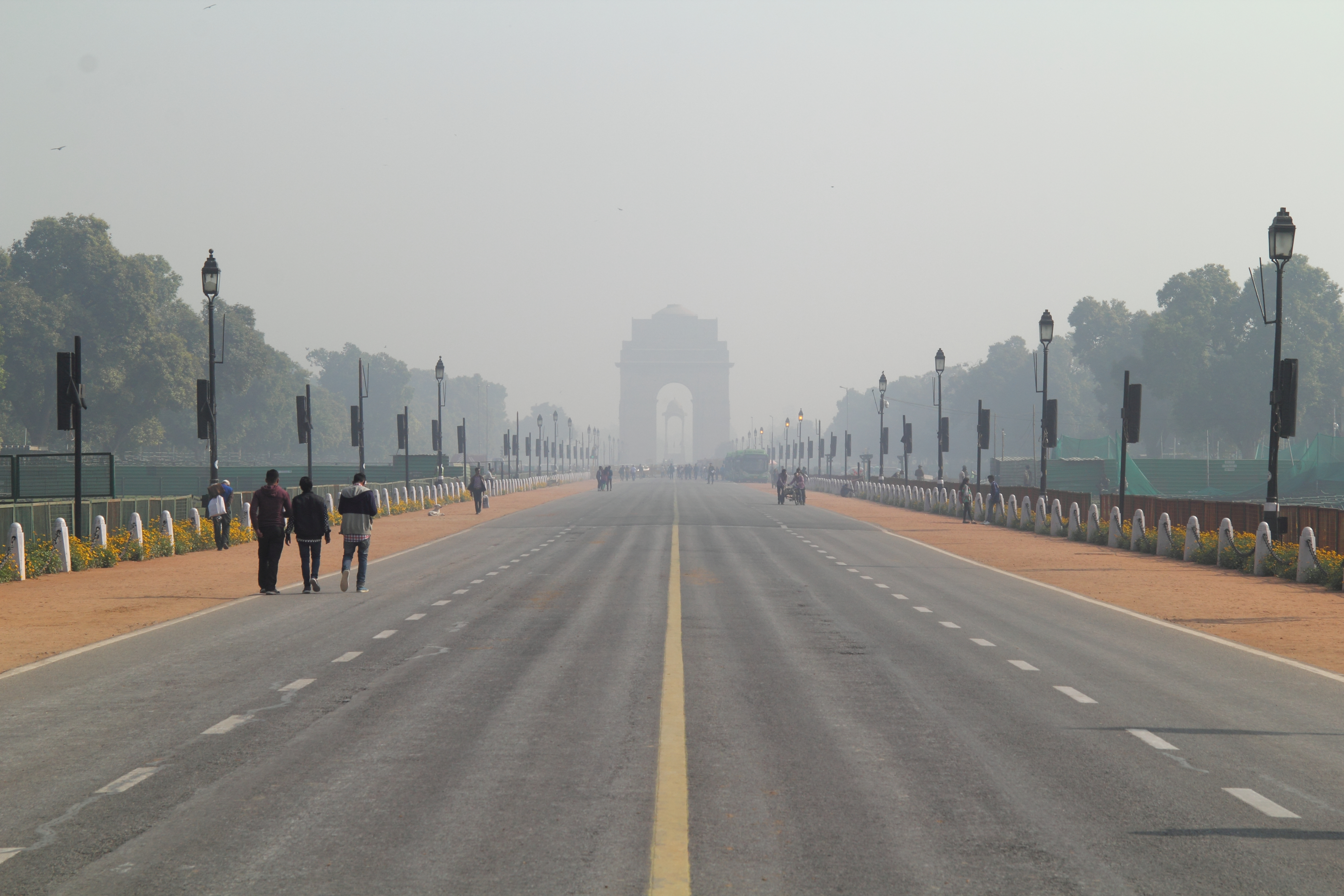
Pohled v ose třídy, včetně znečištěného ovzduší.
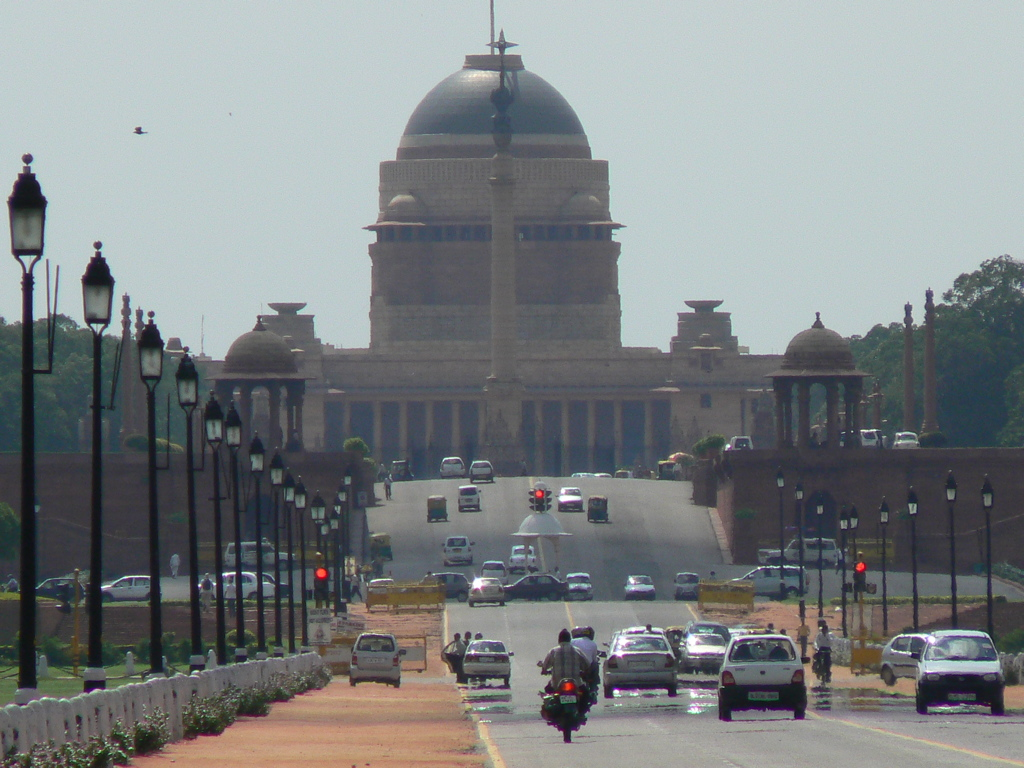
Pohled na třídu s prezidentským palácem.
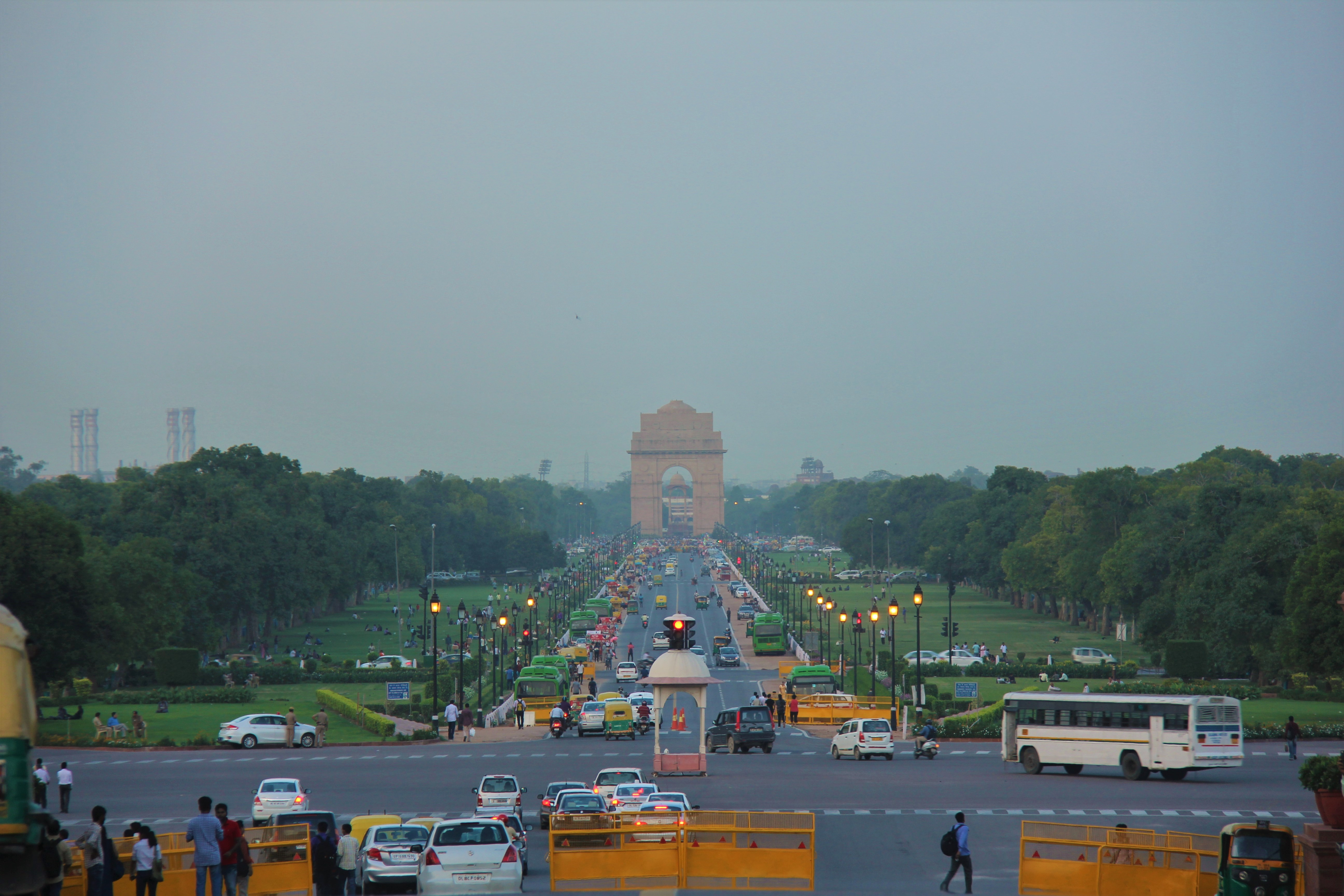
Pohled od prezidentského paláce.
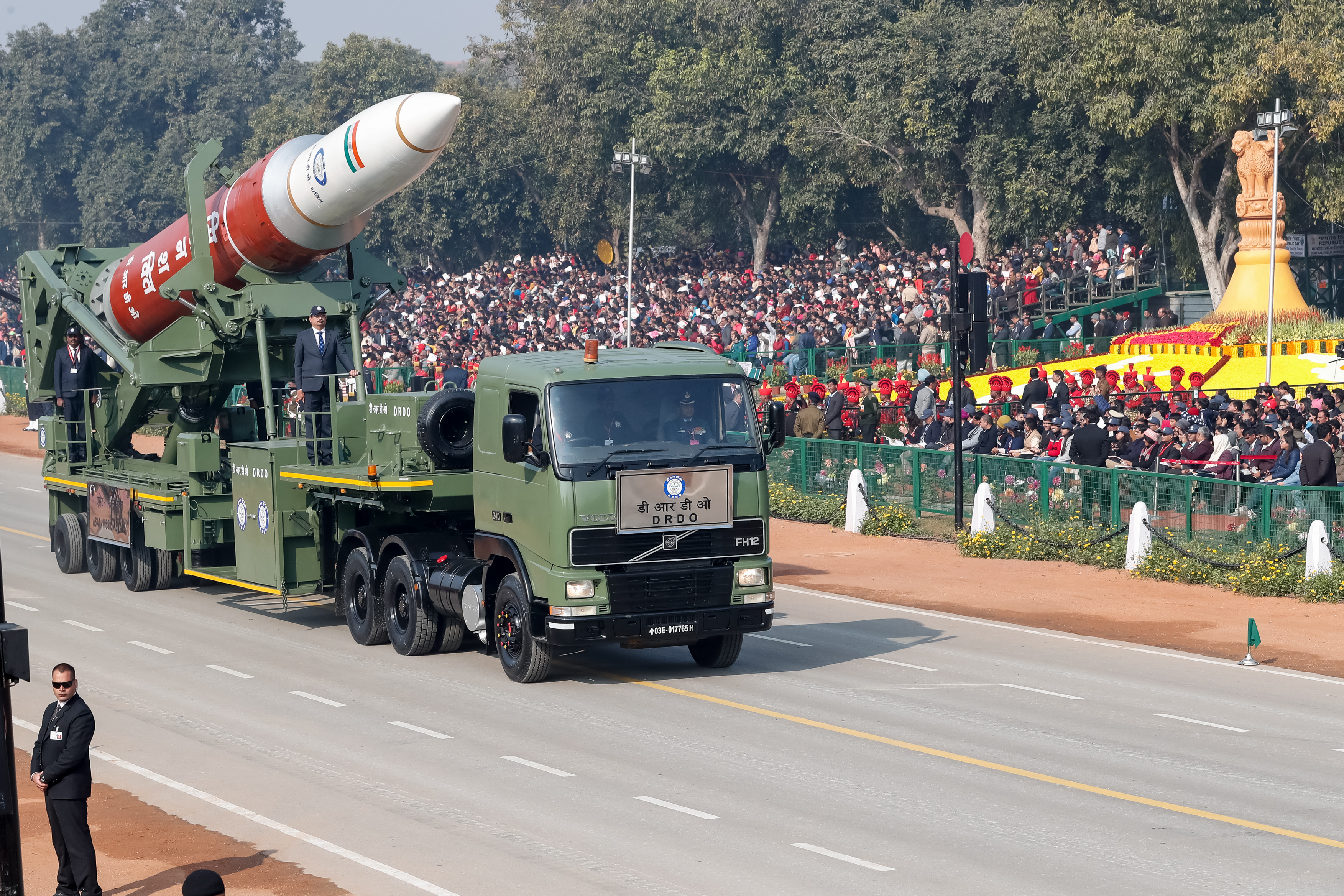
Vojenská přehlídka ke Dni republiky
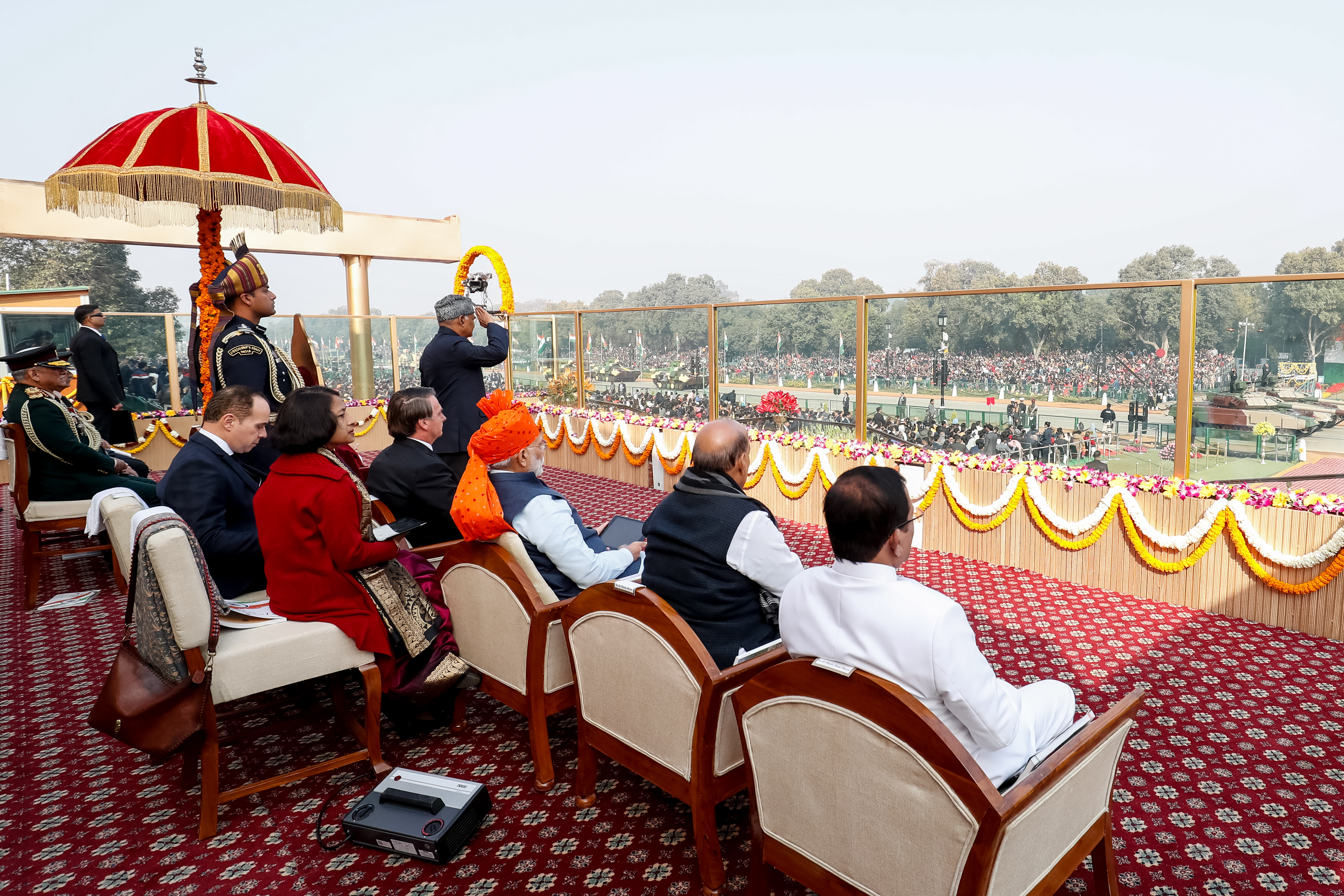
Vojenská přehlídka ke Dni republiky